# Ośrodek przystosowania społecznego
Ośrodek przystosowania społecznego – środek postpenalny wprowadzony w Polsce ustawą Kodeks karny z 1969 roku w art. 64 i 65, zlikwidowany aktem nowelizacyjnym kodeksu postępowania karnego z dnia 23 lutego 1990 roku. W ośrodkach przystosowania społecznego umieszczani byli decyzją sądu na okres od 2 do 5 lat recydywiści już po odbyciu kary pozbawienia wolności.

## Historia OPS-ów

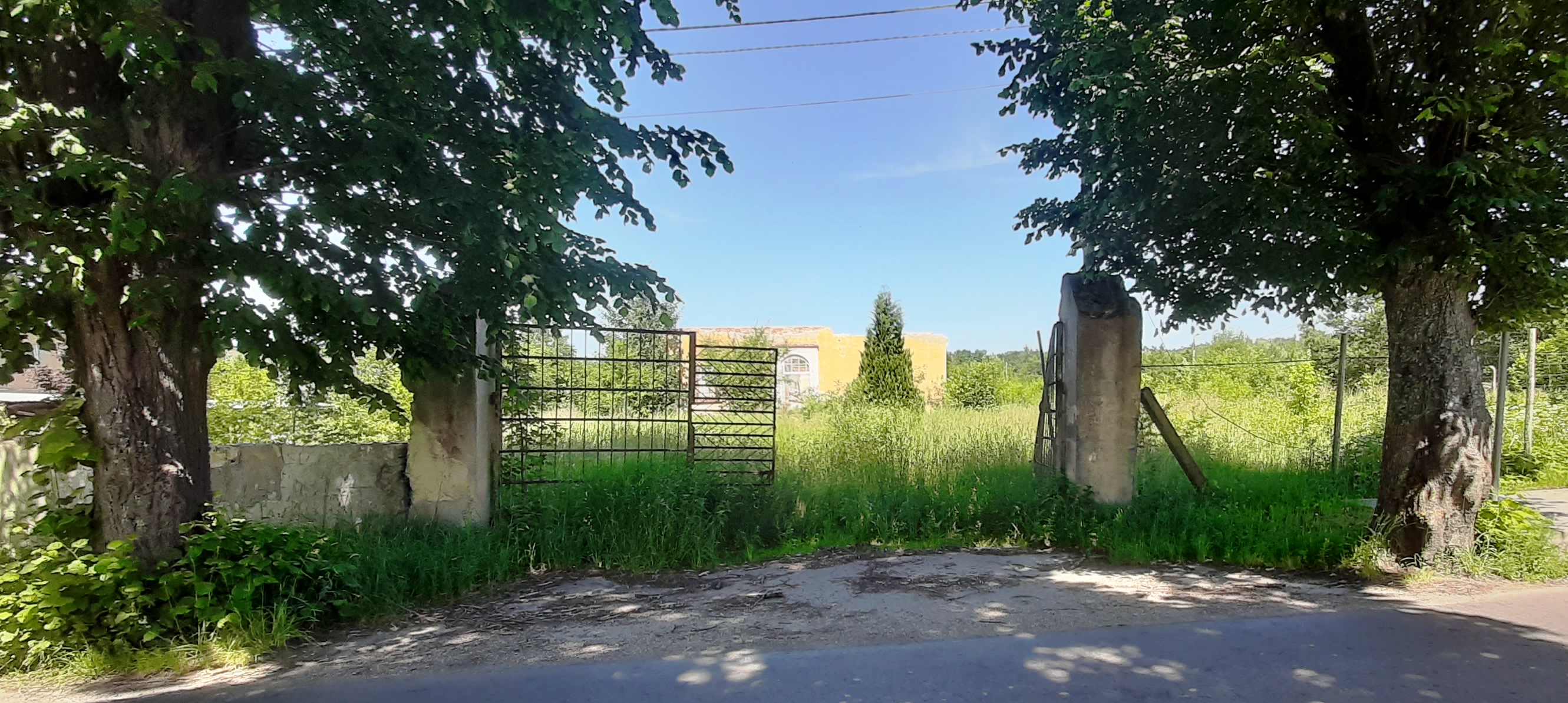
Pozostałości po pierwszym w kraju ośrodku przystosowania społecznego w Biedkowie-Osadzie

Idea utworzenia ośrodków przystosowania społecznego pojawiła się w Polsce w 1968 roku. Już rok później, w Kodeksie karnym z 1969 roku, wprowadzony został wobec recydywistów nowy środek postpenalny w postaci nadzoru ochronnego. Wobec skazanych w warunkach recydywy specjalnej podstawowej sąd mógł orzec nadzór ochronny, zaś w stosunku do sprawcy skazanego w warunkach recydywy specjalnej wielokrotnej orzeczenie nadzoru ochronnego było obligatoryjne.
Nadzór ochronny orzekano na okres od dwóch do pięciu lat, termin ten biegł od chwili zwolnienia skazanego z zakładu karnego. W razie uchylania się przez skazanego od wykonywania nałożonych na niego obowiązków, albo w razie niemożności osiągnięcia celów nadzoru ochronnego, sąd penitencjarny obligatoryjnie orzekał umieszczenie osoby w ośrodku przystosowania społecznego.
Skazany przebywający w OPS-ie był w zasadzie człowiekiem wolnym, poza ograniczeniem jego wolności w celu pracy resocjalizacyjnej. Stosowanie ograniczeń wolności uzależnione było również od rodzaju ośrodka. Mimo podobieństw ośrodków przystosowania społecznego i zakładów karnych, skazani na umieszczenie w ośrodku posiadali wiele uprawnień nieprzysługujących skazanym przebywającym w zakładach karnych. Skazani umieszczeni w ośrodku mogli korzystać z własnej bielizny, odzieży, obuwia oraz innych przedmiotów osobistego użytku, jak również z przedmiotów służących do zaspokojenia potrzeb kulturalnych. Skazany mógł swobodnie poruszać się po terenie ośrodka, wykorzystując czas wolny zgodnie ze swoimi potrzebami i upodobaniami. W ośrodku o surowszych warunkach ruch zbiorowy po ich terenie mógł odbywać się jedynie w szyku zwartym pod bezpośrednim dozorem funkcjonariusza. Również wzajemne odwiedzanie się skazanych było limitowane i dopuszczalne tylko w czasie przewidzianym w porządku dnia. Z tytułu zatrudnienia skazani otrzymywali wynagrodzenie za pracę, w wysokości takiej, jaka by im przysługiwała, gdyby byli zatrudnieni na podstawie umowy o pracę, z wyłączeniem dodatku za wysługę lat oraz innych świadczeń.
Pierwszy eksperymentalny OPS został utworzony w 1969 lub 1970 roku w Biedkowie (od 2011 Biedkowo-Osada).
Nieskuteczność resocjalizacyjnej funkcji OPS-ów, mimo sporego zainteresowania ze strony czynników rządowych, politycznych, a nawet legislacyjnych, przyczyniły się do zniesienia tej i instytucji łącznie z nadzorem ochronnym w 1990 roku.